# Mistrzostwa Polski w Saneczkarstwie 2013
Mistrzostwa Polski w Saneczkarstwie 2013 odbyły się na torze lodowym w Siguldzie na Łotwie w dniach 27–29 października 2013. Zawodnicy rywalizowali w czterech konkurencjach: jedynkach kobiet i mężczyzn, w dwójkach mężczyzn oraz w zawodach drużynowych.

## Wyniki
Tytuł mistrzyni Polski w rywalizacji jedynek kobiet wywalczyła reprezentantka UKS Nowiny Wielkie Natalia Wojtuściszyn. W rywalizacji jedynek mężczyzn zwyciężył zawodnik AZS AWF Katowice Maciej Kurowski. W rywalizacji dwójek mężczyzn zwyciężyli reprezentujący klub Śnieżka Karpacz Artur Petyniak i Adam Wanielista.

### Jedynki kobiet
| Miejsce | Zawodnik             | Klub                 | 1. zjazd | 2. zjazd | Czas     | Strata |
| ------- | -------------------- | -------------------- | -------- | -------- | -------- | ------ |
| 1.      | Natalia Wojtuściszyn | UKS Nowiny Wielkie   | 36,001   | 36,482   | 1:12,483 | –      |
| 2.      | Ewa Kuls             | UKS Nowiny Wielkie   | 36,383   | 36,144   | 1:12,527 | ?      |
| 3.      | Paula Kruk           | AZS AWF Katowice     | 36,845   | 36,383   | 1:13,228 | ?      |
| 4.      | Dagmara Bednarczyk   | KSS Beskidy          | 36,808   | 37,311   | 1:14,119 | ?      |
| 5.      | Oktawia Zych         | AZS AWF Katowice     | 36,995   | 37,368   | 1:14,263 | ?      |
| 6.      | Karolina Honkisz     | AZS AWF Katowice     | 37,143   | 37,545   | 1:14,688 | ?      |
| 7.      | Anna Jamróz          | UKS Tajfun Nowy Sącz | 38,932   | 39,609   | 1:18,541 | ?      |
| 8.      | Dominika Krupińska   | ULKS ŁOŚ Gołdap      | 39,906   | 41,477   | 1:21,383 | ?      |
| 9.      | Milena Smokowska     | ULKS ŁOŚ Gołdap      | 1:41,692 | DNF      | 1:41,692 | ?      |

### Jedynki mężczyzn
| Miejsce | Zawodnik           | Klub                 | 1. zjazd | 2. zjazd | Czas     | Strata |
| ------- | ------------------ | -------------------- | -------- | -------- | -------- | ------ |
| 1.      | Maciej Kurowski    | AZS AWF Katowice     | 43,321   | 43,692   | 1:27,013 | –      |
| 2.      | Artur Grudziński   | UKS Nowiny Wielkie   | 44,630   | 45,257   | 1:29,887 | ?      |
| 3.      | Adam Wanielista    | Śnieżka Karpacz      | 45,294   | 45,133   | 1:30,427 | ?      |
| 4.      | Patryk Poręba      | AZS AWF Katowice     | 45,992   | 44,752   | 1:30,744 | ?      |
| 5.      | Mateusz Woźniak    | UKS Nowiny Wielkie   | 45,692   | 45,678   | 1:31,370 | ?      |
| 6.      | Karol Mikrut       | AZS AWF Katowice     | 44,374   | 47,108   | 1:31,482 | ?      |
| 7.      | Artur Petyniak     | KS Śnieżka Karpacz   | 45,355   | 46,306   | 1:31,661 | ?      |
| 8.      | Kamil Rucki        | UKS Nowiny Wielkie   | 47,148   | 46,537   | 1:33,685 | ?      |
| 9.      | Maciek Kiełbasa    | UKS Tajfun Nowy Sącz | NDF      |          |          |        |
| 10.     | Damian Chamielec   | AZS AWF Katowice     | 45,828   | NDF      |          |        |
| 11.     | Damian Dziankowski | ULKS Łoś Gołdap      | NDF      |          |          |        |
| 12.     | Alan Wnuk          | KSS Beskidy          | NDF      |          |          |        |

### Dwójki mężczyzn
| Miejsce | Zawodnik                           | Klub                 | 1. zjazd | 2. zjazd | Czas     | Strata |
| ------- | ---------------------------------- | -------------------- | -------- | -------- | -------- | ------ |
| 1.      | Artur Petyniak / Adam Wanielista   | Śnieżka Karpacz      | 36,082   | 36,990   | 1:13,072 | –      |
| 2.      | Maciej Kurowski / Damian Chamielec | AZS AWF Katowice     | 36,604   | 37,015   | 1:13,619 | ?      |
| 3.      | Patryk Poręba / Karol Mikrut       | AZS AWF Katowice     | 36,317   | 38,250   | 1:14,567 | ?      |
| 4.      | Artur Grudziński / Kamil Rucki     | UKS Nowiny Wielkie   | 36,829   | 37,766   | 1:14,595 | ?      |
| 5.      | Kamil Gumulak / Patryk Ziarno      | UKS Tajfun Nowy Sącz | 38,716   | 38,071   | 1:16,787 | ?      |

### Drużynowo
| Lokata | Zawodnik             | Klub                             | 1. zjazd | Łączny czas | Strata |
| ------ | -------------------- | -------------------------------- | -------- | ----------- | ------ |
| 1.     | AZS AWF Katowice     | Oktawia Zych                     | 36,935   | 1:56,573    | –      |
| 1.     | AZS AWF Katowice     | Maciej Kurowski                  | 36,317   | 1:56,573    | –      |
| 1.     | AZS AWF Katowice     | Patryk Poręba / Karol Mikrut     | 43,321   | 1:56,573    | –      |
| 2.     | KS Śnieżka Karpacz   | Natalia Wojtuściszyn             | 36,001   | 1:57,377    | ?      |
| 2.     | KS Śnieżka Karpacz   | Adam Wanielista                  | 36,082   | 1:57,377    | ?      |
| 2.     | KS Śnieżka Karpacz   | Artur Petyniak / Adam Wanielista | 45,294   | 1:57,377    | ?      |
| 3.     | UKS Nowiny Wielkie   | Ewa Kuls                         | 36,383   | 1:57,842    | ?      |
| 3.     | UKS Nowiny Wielkie   | Artur Grudziński                 | 36,829   | 1:57,842    | ?      |
| 3.     | UKS Nowiny Wielkie   | Artur Grudziński / Kamil Rucki   | 44,630   | 1:57,842    | ?      |
| 4.     | UKS Tajfun Nowy Sącz | Anna Jamróz                      | DNF      |             |        |
| 4.     | UKS Tajfun Nowy Sącz | Kamil Gumulak                    |          |             |        |
| 4.     | UKS Tajfun Nowy Sącz | Maciej Kiełbasa / Patryk Ziarno  |          |             |        |